# Tour de France 2009/4. Etappe
Die 4. Etappe der Tour de France 2009 am 7. Juli war ein 39 Kilometer langes Mannschaftszeitfahren. Es war das zweite Zeitfahren der Tour 2009 und verlief rund um Montpellier.
Es gab drei Zwischenzeitnahmen bei Kilometer 9, 19,5 und 30,5.

## Aufgaben
- 197 Piet Rooijakkers – während der Etappe (Sturz)

## Zwischenzeiten
- 1. Zwischenzeitmesspunkt in Grabels (Kilometer 9) (96 m ü. NN)

| Erster   | Caisse d’Epargne        | 12:35 min  |
| Zweiter  | Astana                  | +0:07 min  |
| Zweiter  | Garmin-Slipstream       | +0:07 min  |
| Vierter  | Katjuscha               | +0:09 min  |
| Fünfter  | Liquigas                | +0:12 min  |
| Sechster | Saxo Bank               | + 0:19 min |
| Siebter  | Team Columbia-High Road | + 0:23 min |
| Achter   | ag2r La Mondiale        | + 0:29 min |
| Neunter  | Cervélo TestTeam        | + 0:29 min |
| Zehnter  | Euskaltel-Euskadi       | + 0:35 min |

- 2. Zwischenzeitmesspunkt in Murviel-lès-Montpellier (Kilometer 19,5) (143 m ü. NN)

| Erster   | Astana                  | 25:27 min  |
| Zweiter  | Garmin-Slipstream       | + 0:23 min |
| Dritter  | Liquigas                | + 0:34 min |
| Vierter  | Saxo Bank               | + 0:38 min |
| Fünfter  | Caisse d’Epargne        | + 0:42 min |
| Sechster | Team Columbia-High Road | + 0:50 min |
| Siebter  | Katjuscha               | + 0:53 min |
| Achter   | ag2r La Mondiale        | + 1:01 min |
| Neunter  | Cervélo TestTeam        | + 1:04 min |
| Zehnter  | Euskaltel-Euskadi       | + 1:17 min |

- 3. Zwischenzeitmesspunkt in Pignan (Kilometer 30,5) (47 m ü. NN)

| Erster   | Astana                  | 37:32 min  |
| Zweiter  | Garmin-Slipstream       | + 0:17 min |
| Dritter  | Saxo Bank               | +0:41 min  |
| Vierter  | Liquigas                | + 0:48 min |
| Fünfter  | Team Columbia-High Road | + 0:57 min |
| Sechster | Katjuscha               | + 1:09 min |
| Siebter  | Caisse d’Epargne        | + 1:11 min |
| Achter   | Cervélo TestTeam        | + 1:25 min |
| Neunter  | ag2r La Mondiale        | + 1:26 min |
| Zehnter  | Euskaltel-Euskadi       | + 1:46 min |